# Monte Parinacota
Il monte Parinacota (aymara Parina Quta) è uno stratovulcano situato sulle Ande, al confine fra Cile e Bolivia, e che sorge nella parte cilena nella Regione di Arica e Parinacota e nella parte boliviana nel dipartimento di Oruro.
Insieme con il Pomerape, compongono i Nevados de Payachatas.